# Филипув (гмина)
Филипув (пол. Filipów) — сельская гмина (волость) в Польше, входит как административная единица в Сувалкский повет, Подляское воеводство. Население — 4513 человек (на 2004 год).
Административный центр гмины — деревня Филипув.

## Демография
| Перепись                       | Всего   | Всего | Женщины | Женщины | Мужчины | Мужчины |
| ------------------------------ | ------- | ----- | ------- | ------- | ------- | ------- |
| Единицы                        | человек | %     | человек | %       | человек | %       |
| Население                      | 4513    | 100   | 2199    | 48,7    | 2314    | 51,3    |
| Плотность населения (чел./км²) | 30      | 30    | 14,6    | 14,6    | 15,4    | 15,4    |

## Сельские округа
1. Аграфинувка
2. Бартня-Гура
3. Битково
4. Чарне
5. Чосткув
6. Филипув
7. Гарбас
8. Хута
9. Емелисте
10. Мерунишки
11. Нова-Дембщызна
12. Ольшанка
13. Пецки
14. Роспуда
15. Смоленка
16. Стара-Дембщызна
17. Старе-Мотуле
18. Супене
19. Шафранки
20. Табалувка
21. Вулька
22. Зусно

## Соседние гмины
1. Гмина Бакалажево
2. Гмина Дубенинки
3. Гмина Голдап
4. Гмина Ковале-Олецке
5. Гмина Олецко
6. Гмина Пшеросль
7. Гмина Сувалки